# Famille Gourgaud
 (novembre 2017).
Si vous disposez d'ouvrages ou d'articles de référence ou si vous connaissez des sites web de qualité traitant du thème abordé ici, merci de compléter l'article en donnant les références utiles à sa vérifiabilité et en les liant à la section « Notes et références ».
La famille Gourgaud est une famille de la noblesse d'Empire, baron en 1812.

## Personnalités
- Pierre-Antoine Gourgaud, dit Dugazon père (1706-1774), acteur français
- Françoise-Rose Gourgaud (1743-1804), actrice française, fille de Pierre-Antoine Gourgaud, dit Dugazon-père et épouse de Gaëtan Vestris.
- Jean-Henri Gourgaud, dit Dugazon (1746-1809), acteur français
- Louise-Rosalie Lefebvre dite Mme Dugazon (1755-1821), comédienne, chanteuse et danseuse française, épouse du précédent qui laissera son nom à une catégorie vocale ;
- Gustave Gourgaud dit Gustave Dugazon (1782-1826), compositeur français, fils des précédents.
- Étienne Gourgaud (1734-1805), musicien de la chapelle de Louis XVI, fils du Dugazon père.
- Hélène Girard (1747-1846), berceuse du duc de Berry, épouse du précédent.
- Gaspard Gourgaud (1783-1852), officier d'artillerie français sous le premier Empire, mémorialiste de Napoléon Bonaparte à Sainte-Hélène, fils des précédents.
- Napoléon Gourgaud (1823-1879), homme politique français français, fils du baron Gaspard Gourgaud.
- Napoléon Gourgaud (1857-1918), homme politique et propriétaire de chevaux de courses
- Napoléon Gourgaud (1881-1944), collectionneur et mécène français, petit-fils du baron Napoléon Gourgaud (1823-1879), marié à Eva Gebhard
- Lucienne Gourgaud, baronne Gourgaud, comtesse du Taillis (1898-1982)
- Napoléon Gourgaud du Taillis (1922-2010), militant bonapartiste, président du Souvenir napoléonien et de la Fondation Napoléon

## Galerie

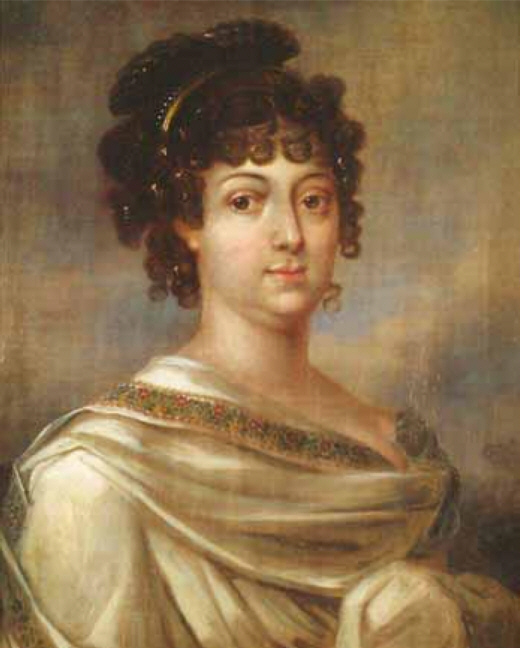
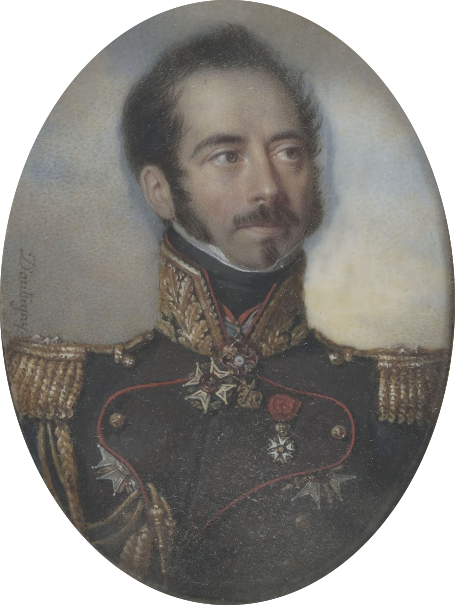
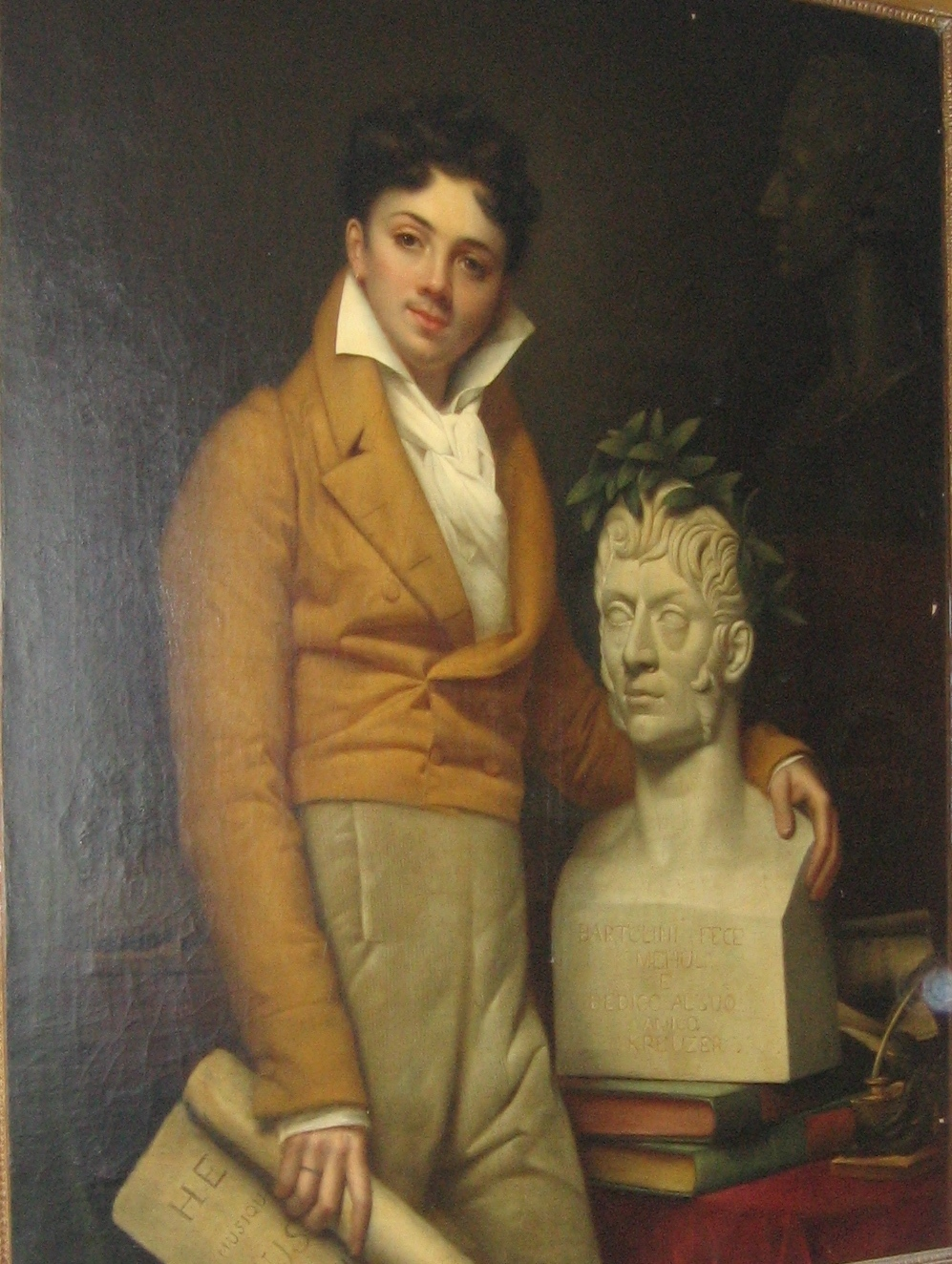
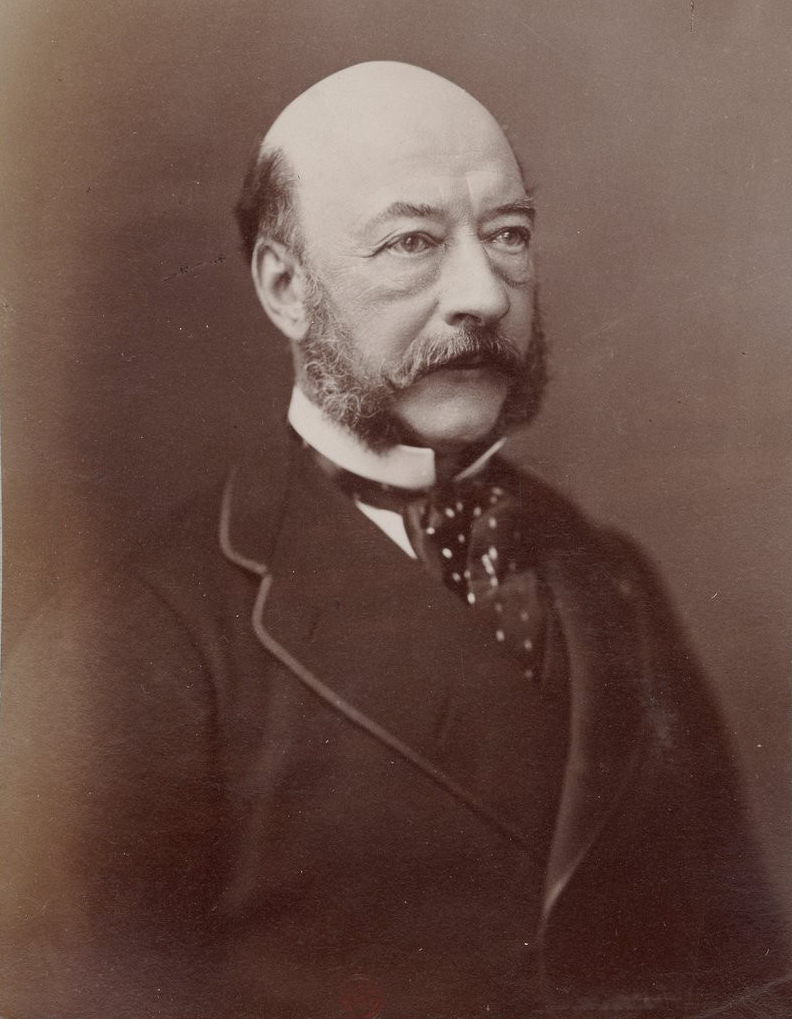
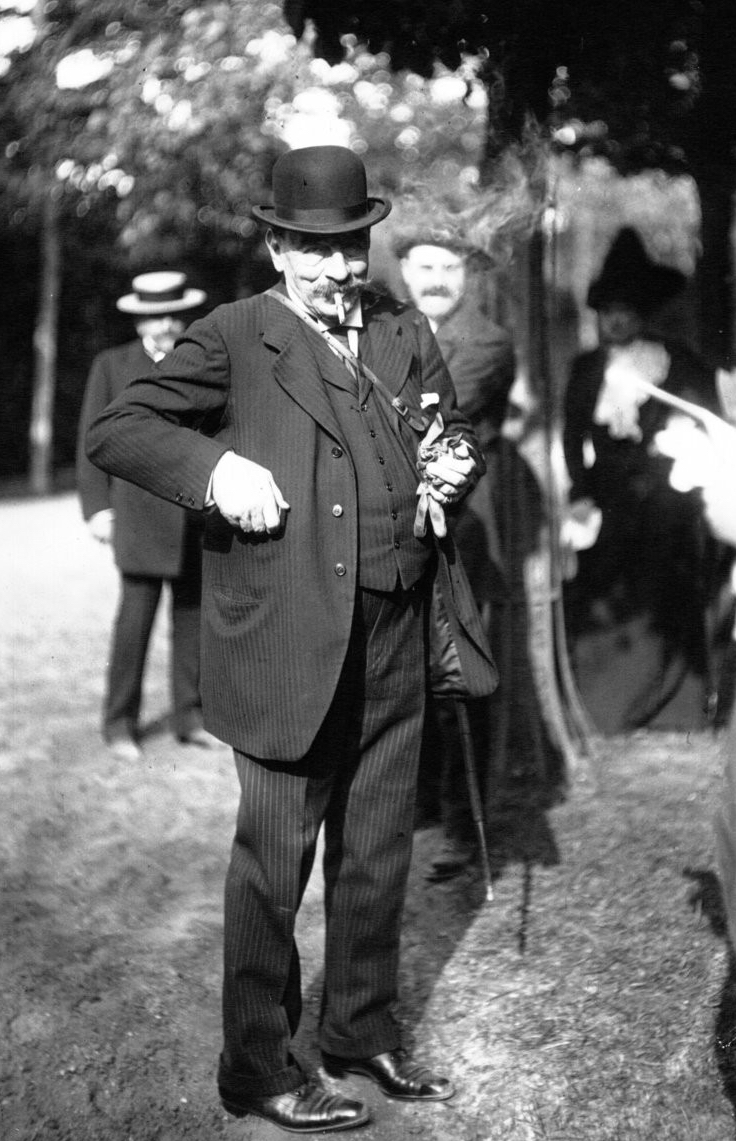
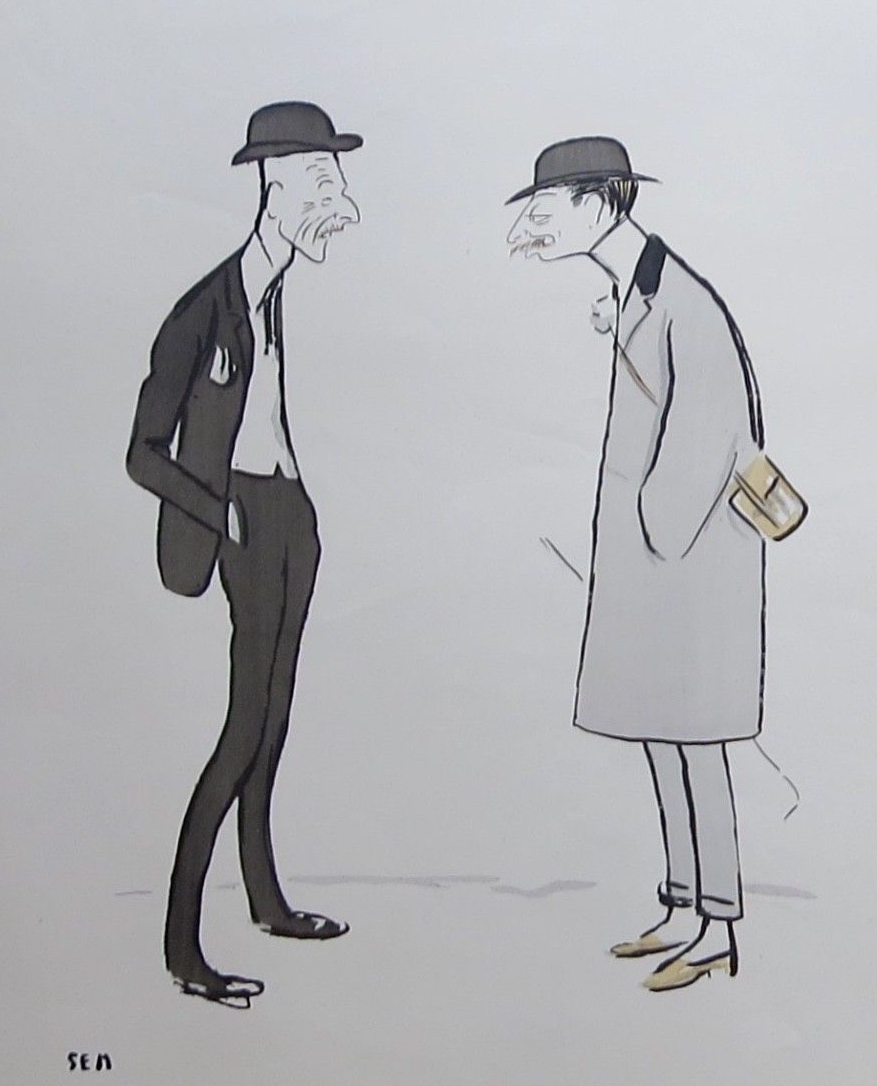
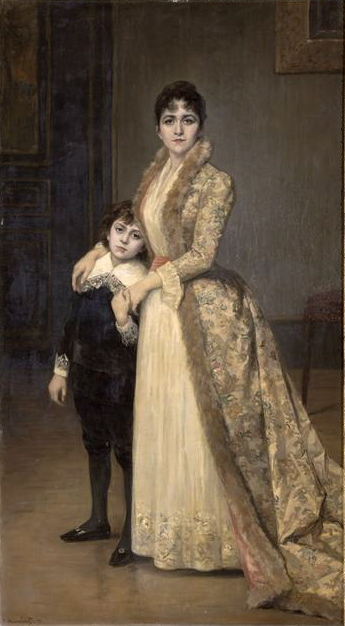